# Caverna de Kebara
A caverna de Kebara é uma localidade de caverna de calcário em Wadi Kebara, situada a 60 a 65 m acima do nível do mar na escarpa ocidental da Cordilheira do Carmelo, na reserva Ramat HaNadiv de Zichron Yaakov. Contém abundantes lareiras visíveis. Minerais derivados de cinzas são um componente importante dos sedimentos Mousterianos e estão presentes em vários estados de preservação. Além disso, informações arqueobotânicas estão disponíveis a partir de restos carbonizados. A caverna Kebara é, portanto, um local ideal para estudar o potencial dos fitólitos para fornecer informações sobre o modo de uso do fogo na caverna, avaliar a entrada de outros materiais vegetais, bem como determinar os efeitos da diagênese na preservação dos fitólitos.

## História
A caverna foi habitada entre 60.000 e 48.000 AP e é famosa por seus achados escavados de restos de hominídeos.